# 浜野剛
浜野 剛（濵野、はまの たけし、1926年1月25日 - 2004年8月24日）は、日本の政治家。元自由民主党衆議院議員（6期）。
父は行政管理庁長官、法務大臣などを歴任した浜野清吾。

## 来歴・人物
東京都北区出身。府立六中（現東京都立新宿高等学校）卒業。1950年、中央大学経済学部卒業。帝都高速度交通営団（現・東京地下鉄）企画室勤務を経て、王子運送社長、東京都トラック協会北支部長、交通安全協会北支部長を歴任した。
1979年の第35回衆議院議員総選挙に父・清吾の地盤を引き継いで旧東京9区から出馬し、初当選（当選同期に佐藤信二・保利耕輔・畑英次郎・麻生太郎・小里貞利・岸田文武・白川勝彦・丹羽雄哉・亀井静香・吹田愰・宮下創平・亀井善之・船田元など）。連続当選6回。自民党内では宏池会（大平正芳→鈴木善幸→宮澤喜一派）に属し、外務政務次官などを務めた。1996年、健康上の理由で政界引退。
2004年8月24日、腎不全のため東京都板橋区の病院で死去。78歳没。